# Brigitte Vasallo
Brigitte Vasallo   (Barcelona, 1973) és una escriptora i activista, centrada en les construccions d'alteritat i les seves interseccions amb el gènere i el capitalisme.
És autora de les novel·les PornoBurka, prologada per Juan Goytisolo, Pensamiento Monógamo: Terror Poliamoroso, i de nombrosos relats en llibres col·lectius com Un esforç més, coordinat per Espai en Blanc, (H)amor o Relatos Marranos, entre d'altres. Participa en mitjans com Catalunya Ràdio, eldiario.es o Periódico Diagonal. És docent al Màster de Gènere i Comunicació de la UAB, del postgrau de Cultura de Pau de la UAB, del LAP del Museu es Baluard d'art contemporani de Mallorca i ha estat consultora internacional del projecte INTIMATE – Citizenship, Care and Choice: The Micropolitics of Intimacy in Southern Europe, del Centro de Estudios Sociales (CES) de la Universitat de Coimbra.
El 2019 comissiona el I Festival de Cultura Txarnega de Barcelona dins del marc del programa de la Primavera Republicana.
S'identifica com a marimacho i com a xarnega, atès que els seus pares provenen d'un poble de Galícia anomenat Chandrexa de Queixa.

## Obra

### Novel·la
- Pornoburka, 2013.

### No ficció
- Amores: redes afectivas y revoluciones, amb ilustracions d'Alex Xavier Aceves Bernal, 2015.
- Pensamiento monógamo, terror poliamoroso, 2017, publicat també com El desafío poliamoroso.
- Mentes insanas. Ungüentos feministas para males cotidianos, 2020.
- Lenguaje inclusivo y exclusión de clase, 2021.
- Tríptic del silenci. La condició txarnega, 2023.
- Tríptico del silencio. El exilio sin nombre, 2023.
- Tríptico do silencio. A intemperie, 2023.

### Teatre
- Drama en tres planys i un parell d’actes (Trilogia de Naxos – Primera Part), 2020. Premi Filadora de Cultura (2021).
- Un cos (possible) i lesbià, a partir de l'obra de Monique Wittig, amb Alba G. Corral, 2021.

### Comissariat
- I Festival de Cultura Txarnega de Barcelona, 2019.
- 3rd. Non-monogamies and Contemporary Intimacies Conference, 2022.